# Megan McCauley
Megan McCauley (ur. 31 sierpnia 1988 w Cleveland, stan Ohio) – amerykańska pop-rockowa piosenkarka i autorka tekstów.

## Dyskografia

### Albumy
- Here's Megan (jako Megan Ashley) (wydane nakładem własnym)
- What About Me? (jako Megan Ashley) (wydane nakładem własnym)
- Better Than Blood (2007, Wind-up Records)

### Single i EP
- "Die for You" (2005, Wind-up)
- Megan McCauley EP (2005, Wind-up)
- "Tap That" (2006, Wind-up)
- "Porcelain Doll" (2008, Wind-up)

### Kompilacje
- Elektra: The Album (2005, Wind-up) (piosenka: "Wonder")
- Fantastic 4: The Album (2005, Wind-up) (piosenki: "Die for You", "Reverie")